# Jürg Jäggi
Jürg Jäggi (* 1. Januar 1947 in Thun; † 26. Juli 2011) war ein Schweizer Eishockeytorhüter.

## Karriere

### Vereine
Der auf der Position des Torhüters agierende Thuner Jürg Jäggi spielte zunächst in Lerchenfeld und Thun, ehe er über die Station HC Ambrì-Piotta 1973 zum SC Bern kam. Zuvor hatte er ein Angebot des HC La Chaux-de-Fonds ausgeschlagen. In Bern etablierte er sich rasch als klarer Stammtorhüter und gewann mit den Stadtbernern vier Mal die Schweizer Meisterschaft, 1974, 1975, 1977 und 1979. Der Torhüter mit der Trikotnummer 20 wurde bekannt für seine auffällige Torhütermaske, welche sein markantes Erkennungszeichen war. Nach seinem Karriereende als aktiver Spieler arbeitete Jäggi als Sicherheitschef auf dem Waffenplatz Thun.

### Nationalmannschaft
Für die Schweiz nahm Jäggi auf internationaler Ebene unter anderem an den B-Weltmeisterschaften 1973 und 1979 teil. Insgesamt absolvierte er 19 Länderspiele für die Schweiz.